# Альтермагнетизм

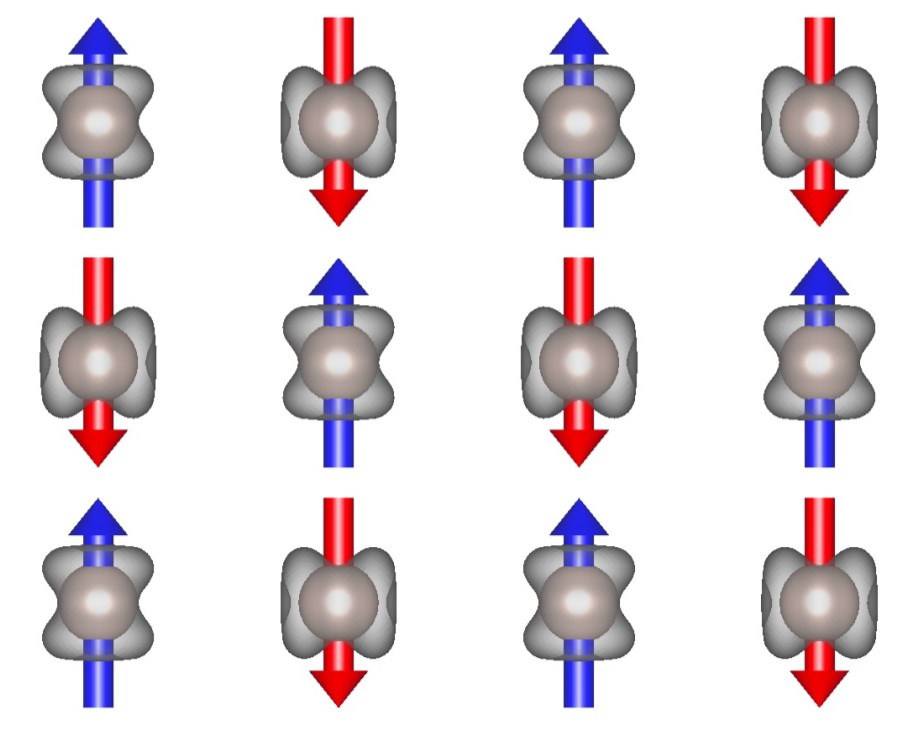
Приклад альтермагнітного впорядкування з чергуванням напрямків спінів і просторової орієнтації атомів на сусідніх ділянках кристала.

У фізиці конденсованих середовищ альтермагнетизм — тип стійкого магнітного стану в ідеальних кристалах. Альтермагнітні структури колінеарні та мають компенсовану кристалічну симетрію, що дає нульову сумарну намагніченість. На відміну від звичайного колінеарного антиферомагнетика, іншого магнітного стану з нульовою сумарною намагніченістю, електронні зони в альтермагнетику не є виродженими за Крамерсом, а натомість залежать від хвильового вектора з урахуванням спіну. Ключові експериментальні спостереження, пов'язані з цією особливістю, опубліковано 2024 року. Припускають, що альтермагнетизм може мати застосування в галузі спінтроніки.

## Кристалічна структура та симетрія
В альтермагнітних матеріалах атоми утворюють регулярний візерунок із чергуванням напрямку спіну і просторової орієнтації на сусідніх магнітних ділянках у кристалі.
Атоми з протилежним магнітним моментом в альтермагнетиках пов'язані обертовою або дзеркальною симетрією кристала. Просторова орієнтація магнітних атомів може походити від навколишніх кліток із немагнітних атомів. Протилежні спінові підґратки в альтермагнітному телуриді марганцю (MnTe) пов'язані поворотом спіну в поєднанні з шестиразовим поворотом кристала та трансляцією на половину елементарної комірки. В альтермагнітному діоксиді рутенію (RuO2) протилежні спінові підгратки пов'язані чотириразовим поворотом кристала.

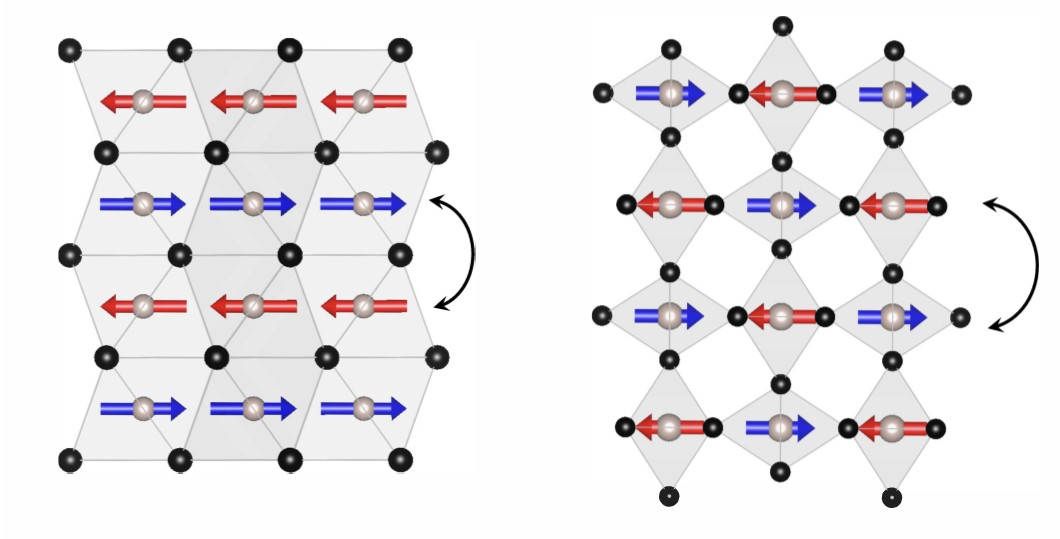
Чергування магнітної та кристалічної картини в альтермагнітному телуриді марганцю (MnTe, ліворуч) і (RuO_{2}, праворуч).

## Електронна структура
Однією з особливостей альтермагнетиків є специфічна спін-розщеплена зонна структура, вперше експериментально виявлена та описана в праці, опублікованій 2024 року. Альтермагнітна структура зон порушує симетрію обернення часу: {\displaystyle E_{ks}=E_{-ks}} ({\displaystyle E} — енергія, {\displaystyle k} — хвильовий вектор, {\displaystyle s} — спін), як у феромагнетиках, однак, на відміну від феромагнетиків, вона не створює сумарної намагніченості. Альтермагнітна спінова поляризація чергується в просторі хвильового вектора і утворює характерні 2, 4 або 6 спін-вироджених вузлів відповідно, які відповідають параметрам порядку d-, g або i-хвилі. Альтермагнетик d-хвилі можна розглядати як магнітний аналог надпровідника d-хвилі.
| |
| Поверхня Фермі альтермагнітного металу. Синій і червоний кольори відповідають поляризації спіну вгору і вниз. |

|                                  |
| Зонна структура альтермагнетику. |

Альтермагнітна спінова поляризація в зонній структурі (діаграма енергія–хвильовий вектор) колінеарна і не порушує інверсійної симетрії. Альтермагнітне спінове розщеплення у хвильовому векторі рівномірне, тобто {\displaystyle (k_{x}^{2}-k_{y}^{2})s_{z}}. Таким чином, вона також відрізняється від неколінеарної спінової текстури Рашби або Дрессельгауза, які порушують інверсійну симетрію в нецентросиметричних немагнітних або антиферомагнітних матеріалах через спін-орбітальний зв'язок. Нетрадиційне порушення симетрії інверсії часу, гігантське спінове розщеплення ~1 еВ і аномальний ефект Холла вперше теоретично передбачено й експериментально підтверджено в RuO2.

## Матеріали
Прямі експериментальні докази альтермагнітної зонної структури в напівпровідникових MnTe та металевому RuO2 вперше опубліковано 2024 року. Прогнозують, що альтермагнетиками є багато інших матеріалів — від ізоляторів, напівпровідників і металів до надпровідників. Альтермагнетизм передбачено в тривимірних та двовимірних матеріалах як із легкими, так і з важкими елементами, і його можна знайти як у нерелятивістських, так і в релятивістських зонах.

## Властивості
Альтермагнетики виявляють незвичайне поєднання феромагнітних і антиферомагнітних властивостей, які значно більше нагадують властивості феромагнетиків. Характерні ознаки альтермагнітних матеріалів, такі як аномальний ефект Холла спостерігали раніше (але цей ефект також зустрічається в інших магнітно компенсованих системах, таких як неколінеарні антиферомагнетики). Альтермагнетики також демонструють унікальні властивості, такі як аномальні та спінові струми, які можуть змінювати знак під час обертання кристала.